# みなすきぽぷり
みなすきぽぷりは、日本の漫画家。岐阜県出身、東京都在住。成人向け漫画を描く。
1993年から同人活動を始め、1999年に『COMIC瑠璃姫』にて商業デビュー。2006年からは椎木冊也（しいき さつや）のペンネームも使用している。

## 作品リスト

### 単行本
- 『いいコにしてる?』 2002年4月発売、ジェーシー出版〈ジェーシーコミックス〉、ISBN 4-901858-01-7
  - 新装版 2009年11月発売、ヒット出版社〈セラフィンコミックス〉、ISBN 978-4-89465-461-7
- 『イツかのアノこ』 2007年4月発売、ジェーシー出版〈ジェーシーコミックス〉、ISBN 978-4-90185-864-9
- 『わたしたちのかえりみち』 2009年9月19日発売[4][5]、コアマガジン〈メガストアコミックス231〉、ISBN 978-4-86252-631-1
- 『スカートのままで』 2010年6月4日発売[6]、ヒット出版社〈セラフィンコミックス〉、ISBN 978-4-89465-482-2
  - 新装版 2015年10月30日発売[7]、三和出版〈サンワコミックス〉、ISBN 978-4-77699-061-1
- 『ろりぐるい』 2013年7月26日発売[8]、茜新社〈TENMACOMICS LO #139〉、ISBN 978-4-86349-377-3
- 『オトナはみないで!』 2015年6月26日発売[9]、三和出版〈サンワコミックス〉、ISBN 978-4-77699-052-9
- 『ないしょのむりくり』 2021年7月28日発売[10]、茜新社〈TENMACOMICS LO #293〉、ISBN 978-4-86349-876-1